# Laundry Service
Laundry Service é o quinto álbum de estúdio e o terceiro lançado mundialmente pela artista musical colombiana Shakira. O lançamento ocorreu em 13 de novembro de 2001, através da Epic Records, sendo o primeiro álbum da cantora a ser gravado majoritariamente em inglês. Musicalmente, deriva do pop e rock e possui uma variedade de outros estilos musicais, incluindo música andina, dance-pop, música do Oriente Médio e tango. Liricamente, as faixas tratam de temas como o amor e o romance. As gravações do projeto ocorreram entre 2000 e 2001, em estúdios nos Estados Unidos, sob a produção de Brendan Buckley, Pablo Floresi, Javier Garza, Lester Mendez, Tim Mitchell, George Noriega e Luis F. Ochoa. Adicionalmente, cada faixa foi co-composta e co-produzida por Shakira.
Após o lançamento de Dónde están los ladrones? (1998) e seu sucesso na América Latina, Shakira foi incentivada pela cantora cubana Gloria Estefan a gravar músicas nesse idioma. Estefan acreditava no seu potencial para entrar no mercado pop da língua inglesa. Shakira se mostrou hesitante de início, mas depois decidiu aprender inglês bem o suficiente para escrever as canções por conta própria. O título do álbum foi escolhido para refletir as opiniões de Shakira no amor e música, tendo sido traduzido para Servicio de Lavandería, em janeiro de 2002, em regiões hispânicas.
Laundry Service recebeu revisões mistas da mídia especializada, em que alguns analistas prezou a incorporação de diferentes estilos musicais na produção e a originalidade de Shakira, enquanto outros argumentaram que o som do álbum era genérico. O talento vocal de Shakira recebeu análises positivas. Comercialmente, obteve um desempenho favorável, liderando as tabelas da Austrália, da Áustria, e de outros três países, enquanto listou-se entre as cinco melhores posições na Alemanha, na Argentina, na Espanha, na França e no Reino Unido. Nos Estados Unidos, atingiu a terceira posição como melhor. O álbum recebeu diversas certificações recordes em vários países, incluindo certificações de quíntupla platina na Austrália, Canadá, Espanha e Suíça. Também foi certificado multi-platina no Reino Unido e nos Estados Unidos, provando ser um crossover de sucesso para Shakira. Foi o sétimo álbum mais vendido em 2002 e vendeu mais de 20 milhões de cópias em todo o mundo.
Seis singles foram lançados para promover o álbum. "Whenever, Wherever" se tornou um sucesso internacional e alcançou a liderança em cerca de 29 países, como a Alemanha, a Austrália, a Áustria, a Espanha, a França e a Itália. "Underneath Your Clothes", o segundo single, obteve sucesso semelhante, classificando-se na primeira posição nas paradas da Austrália, na Áustria e na Bélgica. Ambos os singles figuraram entre os dez mais vendidos no Reino Unido e nos Estados Unidos. O terceiro, "Objection (Tango)", atingiu as dez melhores posições na maioria dos países ao redor do mundo. Os singles de língua espanhola "Te Dejo Madrid" e "Que Me Quedes Tú" tiveram bom desempenho em regiões hispânicas, tornando-se bem sucedidos na Espanha e nas paradas de música latina nos Estados Unidos. "The One" foi lançada como a última faixa de trabalho do álbum e obteve um desempenho comercial moderado. Ainda como parte do trabalho de divulgação do material, entre os anos de 2002 e 2003 Shakira embarcou na Tour of the Mongoose, sua primeira grande turnê mundial.

## Antecedentes e desenvolvimento

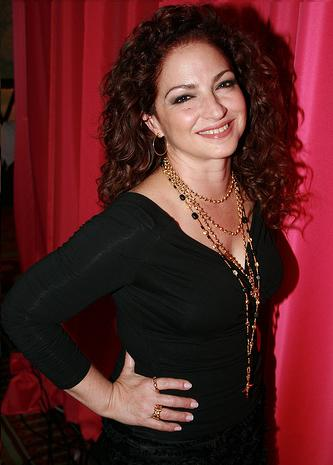
A cantora cubana Gloria Estefan (imagem) incentivou Shakira a gravar Laundry Service.

Em 1998, Shakira lançou Dónde están los ladrones?, seu segundo álbum de estúdio por uma grande gravadora, que se tornou um sucesso na América Latina e recebeu certificações em países como a Argentina, a Colômbia, o Chile, a Espanha e o México. Musicalmente, o álbum é derivado do rock espanhol e possui influências do pop latino. O disco atraiu comparações a trabalhos da cantora canadense Alanis Morissette e "rachou o mercado lucrativo dos Estados Unidos abertamente", permanecendo por um total de onze semanas no topo da tabela Billboard Top Latin Albums. Dónde están los ladrones? gerou a faixa "Ojos así", que se tornou um sucesso e foi considerada a "canção assinatura" do álbum.
O sucesso do álbum fez a cantora cubana Gloria Estefan — cujo marido Emilio Estefan estava administrando Shakira na época do lançamento do disco — convencer Shakira a tentar o crossover para a indústria pop mainstream. Entretanto, Shakira ficou inicialmente hesitante para gravar músicas em inglês, uma vez que não era sua primeira língua, e por isso, Estefan se ofereceu para traduzir "Ojos Así" em inglês, a fim de mostrar a ela que "poderia traduzir bem". Após ver a faixa traduzida, Shakira começou a traduzir algumas de suas canções e mostrou para Estefan, que respondeu: "Sinceramente, eu não posso fazer isso melhor!". Como Shakira queria ter total controle sobre suas gravações, ela decidiu aprender melhor o ingles para ser capaz de escrever suas próprias canções no idioma. Querendo encontrar um método para expressar suas "histórias do dia-a-dia em inglês", Shakira comprou dicionários de rimas, começou a analisar as letras das canções de Bob Dylan, leu poesia e obras de autores como Leonard Cohen e Walt Whitman e passou a ter aulas de inglês com um tutor particular. A primeira canção que ela escreveu foi "Objection (Tango)" e, em entrevista à revista Faze, revelou que escrever canções em outro idioma foi desafiador para ela: "Eu orei e pedi a Deus para enviar-me uma boa música hoje, e eu lembro que eu comecei a escrever a música ['Objection (Tango)'] duas horas horas depois. Eu escrevi a música e as letras ao mesmo tempo, e quando isso acontece, é realmente mágico para mim". Depois de completar "Objection (Tango)", Shakira decidiu escrever mais dez músicas e começou a criação de estúdios portáteis de gravação na região rural do Uruguai. Ela escreveu várias canções com um "dicionário em uma mão e um dicionário na outra". Shakira colaborou com vários escritores e produtores no álbum, incluindo Estefan, Lester Mendez, Luis Fernando Ochoa e Tim Mitchell. Estando "no controle mais do que nunca", Shakira supervisionou de perto o desenvolvimento do álbum, tendo atuado como sua principal produtora.
A Epic Records, então gravadora de Shakira, opôs-se à decisão de lançar Laundry Service, visto que eles "queriam que ela interpretasse apenas um par de canções em inglês em um disco latina". Em seguida, Estefan falou com Tommy Mottola, executivo-chefe da Sony Music Entertainment (empresa-mãe da Epic Records), e convenceu-o a lançar o álbum, argumentando que um "público americano" não iria comprar um disco espanhol simplesmente devido à inclusão de algumas faixas em inglês. Em um entrevista com a revista Latina, ela disse: "Eu tenho as trincheiras lá com Tommy [Mottola] — eu lutei por isso. Porque eles não acreditavam nesse disco. Assim como eles disseram [a mim e a Emilio Estefan durante os dias nos Miami Sound Machine]. Eles estavam pensando nela presa [apenas na América Latina], e eu queria libertá-la [da América Latina]. E, felizmente, Tommy, que eu amo e adoro e é um bom amigo, realmente me ouviu".

## Composição
Embora seja um álbum composto principalmente pelo pop rock, Laundry Service também possui influências de uma variedade de gêneros musicais. A cantora creditou isso à sua etnia mista, dizendo: "Eu sou uma fusão. Essa é a minha personalidade. Tenho uma fusão entre o preto e o branco, entre o pop e o rock, entre culturas — entre meu pai libanês e o sangue espanhol da minha mãe, o folclore colombiano e a dança árabe que eu amo e a música americana". Elementos árabes e da música do Oriente Médio, que tiveram uma grande influência em Dónde Están los ladrones?, também estão presentes no álbum, mais precisamente em "Eyes Like Yours". Além disso, o disco apresenta uma grande variedade de elementos musicais de países sul-americanos, como a Colômbia e o Brasil. Tango, um estilo de dança de salão que teve origem na Argentina, é evidente em "Objection (Tango)", que também combina elementos de rock and roll. Musicalmente, é uma faixa de andamento rápido que apresenta um solo de guitarra e uma ponte em que Shakira oferece vocais parecidos com os de rap. "Whenever, Wherever" mistura o pop rock com a música andina e contém instrumentação composta pela flauta de pã e pelo charango — instrumentos tradicionais geralmente associados com a música andina.
Algumas músicas também são influenciadas pelo dance; "Rules" é composta pelo new wave e "Ready for the Good Times" é inspirada pela música disco. A balada "Underneath Your Clothes" apresenta Shakira entregando vocais "atormentados" e possui metais em sua composição, cuja instrumentação foi inspirada pela banda britânica The Beatles. A faixa apresenta uma melodia semelhante a "Eternal Flame", uma canção lançada em 1989 pela banda feminina estadunidense The Bangles. Da mesma forma, a melodia de "The One", outra balada presente no álbum, é semelhante à música "Michelle", lançada em 1965 pela banda The Beatles. "Fool" e "Ready for the Good Times" são diretamente influenciadas pelo rock. A primeira recebeu comparações à trabalhos de Alanis Morissette, enquanto a última também exibe elementos da música indie e possui instrumentação de uma seção de metais estilizada pela música soul e riffs de guitarra, semelhantes aos da banda grunge estadunidense Nirvana. Laundry Service também apresenta quatro faixas cantadas em espanhol: "Que Me Quedes Tú", "Te dejo Madrid", "Suerte" e "Te Aviso, Te Anuncio (Tango)", sendo que as duas últimas são traduções em espanhol de "Whenever, Wherever" e "Objection (Tango)", respectivamente.
As letras da maioria das canções de Laundry Service são baseados em questões e temas relacionados ao amor, já que as canções começaram a ser compostas após Shakira ter iniciado um relacionamento Antonio de la Rúa, filho do então presidente argentino Fernando de la Rúa. "Underneath Your Clothes" é uma "ode" à positividade que se ganha ao começar um relacionamento com uma boa pessoa. Shakira mostra um "lado importante" em "The One", que é uma canção que fala sobre como "você ama muito seu parceiro e como você está aprendendo a cozinhar" e contém versos como "Comprar mais calcinhas / E escrever mais canções felizes / Sempre requer uma ajuda de alguém". Em "Rules", ela faz seu amante perceber que ele está "condenado" a ela e lista "todas as coisas que o seu novo garoto pode fazer". Canções como "Objection (Tango)" e "Fool" também lidam com questões relacionadas ao amor, mas de uma maneira diferente. A primeira é dramática e bem-humorado na abordagem, com Shakira falando a seu parceiro para acabar com um triângulo amoroso e escolher entre ela e a outra; a faixa foi descrita como um "trem infernal-e-furioso é-ela-ou-eu". Na canção, Shakira afirma que "Perto do silicone barato dela eu pareço mínima / É por isso que aos seus olhos eu sou invisível", cuja linha um resenhador comentou ser uma "declaração corajosa nestes dias de formas suspeitas e maduras de pancadas minúsculas". "Fool" discute como Shakira continua tentando construir um relacionamento com um "homem egocêntrico", mesmo depois de sofrer uma "derrota de esmagamento de alma".

## Título, capa e lançamento
Shakira decidiu intitular o álbum de Laundry Service porque queria representar suas "duas grandes paixões: o amor e a música", comparando-as com água e sabão, dizendo: "A razão pela qual eu o chamei de Laundry Service é porque eu passei o ano dedicado às minhas duas grandes paixões: o amor e a música. Esses dois elementos são como água e sabão. Foi uma limpeza profunda, quase como renascer".
A arte da capa também foi escolhida por Shakira e apresenta uma vista de perto da parte traseira da cantora, aparentemente nua, com cabelos loiros e cacheados; uma estrela e o nome do álbum são vistos tatuados em seu braço. A foto veio a se tornar uma das mais memoráveis e icônicas de sua carreira.
O álbum foi lançado mundialmente em 13 de novembro de 2001 em países como a Austrália, os Estados Unidos, a França, a Itália e a Suíça. Em países latino-americanos como o México, o álbum foi lançado sob o título de Servício de Lavandería em 1º de janeiro de 2002, apresentando uma lista de faixas organizada diferentemente da versão original do disco. No Reino Unido, Laundry Service foi lançado em 11 de março de 2002. Em 12 de novembro de 2002 foi lançado Laundry Service: Washed and Dried, uma edição limitada acompanhando três remixes adicionais e um DVD bônus com material multimídia relacionado a "Objection (Tango)". No ano de 2021, em comemoração ao aniversário de 20 anos do álbum, a reedição Laundry Service: Washed and Dried (Expanded Edition) foi disponibilizada nas lojas de música digital e plataformas de streaming com a mesma lista de faixas, exceto pelo material audiovisual, e o remix de "Whenever, Wherever" performado por Shakira em sua participação no show de intervalo do Super Bowl LIV, em 2020.

## Singles
"Whenever, Wherever" foi lançado como o primeiro single no início de outubro de 2001. A canção foi comercialmente bem sucedido, atingindo a posição de número um em países como Austrália, Áustria, França, Alemanha Itália e em mais de 14 países em todo o mundo. Nos Estados Unidos, "Whenever, Wherever" se tornou o primeiro single de Shakira a entrar na parada da Billboard Hot 100 e atingiu a posição de número 6. Ele ficou como o single mais alto da cantora nessa parada até "Hips Don't Lie" atingir o número um em 2006. "Whenever, Wherever" perdeu por pouco a liderança no Reino Unido, alcançando o número dois. "Suerte", a versão em espanhol da música, também foi lançada e atingiu o número um na Espanha e na parada da Billboard Hot Latin Songs, dos EUA. "Whenever, Wherever" alcançou numerosas certificações de gravação em todo o mundo, incluindo certificações multi-platina na Austrália, Bélgica e Suíça, certificações de platina no Reino Unido e uma certificação de diamante na França. O videoclipe de acompanhamento da música, que apresenta Shakira dançando dança do ventre em vários locais, foi dirigido por Francis Lawrence e tornou-se bastante popular no canal de televisão de videoclipes MTV.
"Underneath Your Clothes" foi lançado como o segundo single do álbum em maio de 2002. A música chegou ao topo das paradas na Austrália, Áustria, e na Bélgica; foi certificada de platina nos três países. Em outros países, tornou-se um dos cinco melhores hits. "Underneath Your Clothes" entrou no top 10 do Billboard Hot 100 dos EUA, atingindo o número nove, enquanto no Reino Unido alcançou o número 3. O vídeoclipe de acompanhamento de "Underneath Your Clothes" foi dirigido por Herb Ritts e retrata a vida de Shakira durante sua turnê. O namorado de Shakira, Antonio de la Rúa, fez uma aparição no vídeo e isso levou a cadeia de lojas argentina Tower Records a proibir as vendas de seus álbuns no país. A proibição se deu porque Fernando de la Rúa, pai de Antonio e então presidente da Argentina, havia se demitido "no meio de uma profunda crise econômica e política no país" e configurou um "protesto direto contra Antonio De la Rua e não á Shakira".
"Objection (Tango)" foi lançado como terceiro single em julho de 2002. Embora não tenha sido um sucesso comercial tão grande como "Whenever, Wherever" ou "Underneath Your Clothes", a música funcionou bem, no entanto. "Objection (Tango)" tornou-se um hit, ficando entre os dez melhores, na maioria dos países e atingiu o top cinco na Austrália e Holanda. A música foi certificada platina na Austrália e ouro na França. Tornou-se o último single do Laundry Service a entrar tanto no Billboard Hot 100 quanto no UK Singles Chart, ficando nos números 55 e 17, respectivamente. Dirigido por Dave Meyers, o videoclipe de "Objection (Tango)" apresenta Shakira lutando contra um namorado infiel e sua amante.
"Te Dejo Madrid" foi lançado como o quarto single do álbum em agosto de 2002. Alcançou o número sete na Espanha mas apresentou-se mal nos prontuários de discos latinos nos Estados Unidos, atingindo o pico de número 45, na parada da Billboard Hot Latin Songs. O toureiro espanhol Julián López Escobar, mais conhecido por seu nome artístico El Juli, moveu uma ação judicial contra Shakira pelo uso desautorizado de uma de suas apresentações no videoclipe de "Te Dejo Madrid" sem sua permissão.
"Que Me Quedes Tú" foi lançado como o quinto single em novembro de 2002 e atingiu o pico de número 10 na parada de singles espanhóis. Tornou-se um sucesso nas paradas de singles latinos nos Estados Unidos, liderando a parada da Billboard Hot Latin Songs e Latin Pop Airplay.
"The One" foi lançado como o último single do álbum em março de 2003. Foi um sucesso moderado nas paradas e atingiu o top 20 na maioria dos países. "The One" tornou-se o único single do álbum a não aparecer em nenhuma parada da Billboard dos EUA. Seu videoclipe foi dirigido por Esteban Sapir e Ramiro Agulla e mostra Shakira cantando enquanto caminha durante uma forte chuva.

## Turnê

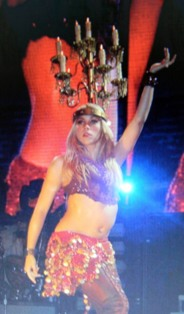
Shakira performando o single "Whenever, Wherever" durante a Tour of the Mongoose.

Para promover Laundry Service, Shakira embarcou na Tour of the Mongoose entre 2002 e 2003, sua primeira turnê internacional, tendo visitando 50 cidades em 30 países, com estreia em San Diego, Califórnia. Várias marcas e franquias co-patrocinaram a digressão, incluindo a marca de roupas Reebok e a de refrigerantes Pepsi. Sete ônibus e dez motocasas também foram usados para transportar todos os membros da equipe. Um palco com 350 metros quadrados foi montado e preparações para arrumar 280 mil watts de luz e som foram feitas. Uma "sólida banda de nove pessoas" foi contratada para prover a instrumentação ao vivo. Quanto ao título da turnê, Shakira explicou a decisão de nomeá-la com o mangusto, dizendo:
| “ | Chama-se Tour of the Mongoose e o mangusto é basicamente um dos animais que podem se defender das cobras mais venenosas com apenas uma mordida. E é por isso que resolvi dar esse nome, porque eu acredito que se todos nós tivermos um pequeno mangusto dentro de nós que defenda o ódio, o ressentimento e o preconceito de todos os dias, provavelmente poderemos vencer a batalha. | ” |

## Recepção da crítica
| Críticas profissionais | Críticas profissionais |
| Avaliações da crítica  | Avaliações da crítica  |
| Fonte                  | Avaliação              |
| ---------------------- | ---------------------- |
| AllMusic               | [ 8 ]                  |
| Billboard              | positivo               |
| Entertainment.ie       | [ 66 ]                 |
| Entertainment Weekly   | C-                     |
| The Guardian           | [ 11 ]                 |
| PopMatters             | misto                  |
| Robert Christgau       | A-                     |
| Rolling Stone          | [ 69 ]                 |
| Yahoo! Music           | [ 15 ]                 |

A recepção crítica para Laundry Service variou de favorável a mista, com os críticos expressando diferentes opiniões sobre a produção e composição do álbum. Alex Henderson, da AllMusic, elogiou as habilidades de composição de Shakira em inglês, chamando-o de "desafio que ela lida de forma impressionante. Shakira, acha-se, canta bastante convincente em inglês" e também elogiou suas diferentes misturas de estilos musicais, dizendo "Como os álbuns em espanhol de Shakira, este CD autoproduzido é bem-humorado, combina com sucessos rock/pop com um tango em "Objection (Tango)" e música andina em "Eyes Like Yours", com música do Oriente Médio em "Eyes Like Yours". Ele concluiu que "Dónde Están los Ladrones?, Continua a ser o álbum mais essencial de Shakira, mas Laundry Service é uma excelente estréia na língua inglesa para a cantora sul-americana". Um crítico da Billboard, também favoreceu a presença de vários estilos musicais no álbum e comentou que "Laundry Service mostra uma artista de 24 anos de idade, sem medo de fundir estilos musicais" e elogiou o talento vocal de Shakira. Da mesma forma, a revisão da Entertainment.ie do álbum, considerava o conteúdo lírico "surreal" e a produção "não menos bizarra [...] Imponindo tangos exuberantes, suspenso de solos de guitarra e raças bizarras em um modelo de rock suave e familiar." Eles sentiram que o Laundry Service, não poderia ser chamado de um "ótimo álbum", argumentando que "as letras entre fascinantemente estranhas e extravagantemente, Laundry Service cruza isso muitas vezes", mas também afirmou que "mesmo assim, a qualidade da estrela Shakira dificilmente pode ser negada e na indústria pop de hoje, cada vez mais conformista, isso merece pelo menos duas saudações".
Alexis Petridis, do The Guardian, elogiou a originalidade de Shakira, opinando que "Em uma era de ídolos de pop livres de personalidade, a gloriosa excentricidade de Shakira faz dela uma verdadeira estrela" e comentou que "cada música contém pelo menos um non sequitur, tão excêntrico que poderia ser um trabalho do Captain Beefheart, do rock dos anos 1970" e "a música do Laundry Service, dá as letras uma corrida por seu dinheiro na desvantagem estranha". Embora ele tenha sentido que o uso de amostras em várias músicas "mostra uma atitude em relação ao plágio que Noel Gallagher, consideraria cavalheiro" e que "ninguém poderia reivindicar que Laundry Service não era uma obra de arte inovadora", ele concluiu que "sua produção desabrigada e letras imponderáveis são marcantes e únicas. E, hoje em dia, é difícil não encontrar nenhum disco pop, que provoca esses adjetivos bastante animadores." O crítico de música Robert Christgau, chamou Laundry Service "de o álbum que Cher nunca fez" e atribuiu isso à mistura de estilos do Oriente Médio; Ele comentou que o "apetite estilístico desta superestrela colombiana é puro rock en Español" e apreciou a composição confiante da cantora. Christgau também notou o forte vibrato de Shakira e a constante mudança de timbre em seus vocais. Lisa Oliver do Yahoo! music, disse que a experimentação de Shakira com diferentes estilos produz "resultados que variam de cortinas a minagem ", mas teve dificuldades com a formatação do CD, dizendo que "o maior problema com o "Laundry Service" é o dispositivo anti-cópia que torna o CD inútil em qualquer coisa que não seja um CD player para tocar [...] É uma pena, então, pois essa provocação latina poderia dilatar os alunos de música, até mesmo os mais caseiros se pudessem sair um pouco do computador para ouvi-lo".
David Browne, do Entertainment Weekly, no entanto, chamou o álbum de "o melhor dos pesadelos de crossover" e opinou que a incorporação de diferentes gêneros musicais de Shakira tornou-o confuso, dizendo: "Seu wan ska-pop, baladas de country falsas e rock genérico, Trai seu sotaque espanhol e qualquer herança musical. (Ela não sabe decidir-se se quer soar como Alanis ou Shania)". Matt Cibula da PopMatters, deu uma visão mais mista em sua revisão do álbum; Ele elogiou algumas das letras das músicas, mas expressou desapontamento na produção de Shakira no álbum, descrevendo como "genérico". Ele sentiu que o álbum era "extremamente seguro" e especulava que o motivo do som "genérico" do álbum, era devido ao envolvimento de Estefans, dizendo "quando eu li que ela [Gloria Estefan] te ajudava com letras e ele [Emilio Estefan] "Produtor executivo", eu comecei a ouvir o inconfundível hum de "moneymoneymoneymoney" no fundo [sic]." Ernesto Lechner da Rolling Stone, definiu a voz da cantora como um "instrumento selvagem e bonito [...] capaz de Entregar momentos escassos de paixão musical", mas comentou que o envolvimento de um "batalhão de produtores e compositores levou a Shakira a "soar tola e boba" no Laundry Service e também criticou "seus esforços para apimentar as coisas com toques óbvios do folclore latino-americano."

## Desempenho comercial

Na Europa Laundry Service, foi certificado de platina pela IFPI, com vendas estimadas em mais de 4 milhões de cópias.

Na Áustria, Laundry Service entrou na parada de álbuns Ö3 Austria Top 40, no número cinco e chegou ao primeiro lugar, passando um total de 71 semanas na parada. O álbum foi certificado de dupla platina pela IFPI Áustria, por vender 80 mil cópias. Na região de Flandres de língua holandesa, alcançou o número um na parada da Ultratop, enquanto atingiu o número cinco na região da Valônia de língua francesa do país. Depois de estrear no número 40 na lista de álbuns finlandeses, Laundry Service rapidamente chegou ao número um e liderou em um total de 49 semanas. Em 2007, o álbum tinha sido certificado de platina-tripla no país e vendeu um total de 90.140 unidades. Na França, Laundry Service estreou no número nove na parada de álbuns do Syndicat National de l'Édition Phonographique (SNEP) e atingiu o número cinco por três semanas; A sua permanência na parada durou 89 semanas. Foi certificado de dupla platina pelo SNEP para vendas de 600 mil unidades. Ele permaneceu o álbum com mais certificações de Shakira no país, até o seu nono álbum de estúdio, Sale el Sol, foi certificado de diamantes em 2011. Na Alemanha, alcançou o número dois na parada da Media Control, onde ficou 31 semanas. Bundesverband Musikindustrie (BVMI) certificou Laundry Service com ouro-quíntuplo, na Alemanha pelas vendas de mais de 750.000 unidades. Na Hungria, atingiu o número quatro na parada MAHASZ e foi o seu maior álbum nas paradas no país até Sale el Sol atingiu a mesma posição em 2010. O álbum foi certificado de platina na Hungria por vender mais de 30 mil exemplares.
Depois de estrear no terceiro lugar na lista de álbuns italianos, Laundry Service conquistou o número dois na semana seguinte, mas foi impedido de atingir a primeira posição pelo álbum de 2002 de Alanis Morissette Under Rug Swept. Na Espanha,  Laundry Service alcançou o número dois na parada de álbuns PROMUSICAE. Também entrou em 2005 no país, juntamente com o quinto e sexto álbuns de estúdio da cantora Fijación Oral, Vol. 1 e Oral Fixation, Vol. 2, respectivamente. O álbum foi certificado de platina-quíntuplo pela PROMUSICAE para embarques de 500.000 unidades. Na Suécia, o álbum estreou no topo da parada Sverigetopplistan e permaneceu na posição superior por três semanas. Foi certificado de dupla- platina pela IFPI Suécia em 2003. Na Suíça, o álbum entrou na parada da Schweizer Hitparade no número 81 e chegou ao primeiro lugar, passando um total de 84 semanas na parada. Laundry Service foi posteriormente certificado de platina-quíntupla pela IFPI pela venda de 200 mil unidades na Suíça. No Reino Unido, Laundry Service estreou no número três no UK Albums Chart. Mais tarde atingiu o primeiro lugar no número 2. O álbum foi certificado de dupla platina pela British Phonographic Industry (BPI) pelas vendas de 600 mil exemplares. Em 2002, Laundry Service vendeu mais de quatro milhões de cópias na Europa e portanto, foi certificado platina-quádrupla pela IFPI Europe.
"Laundry Service" tornou-se o álbum mais vendido de todos os tempos na Turquia e recebeu um disco de platina pela Sony Music Turkey em uma conferência de imprensa em Istambul, em 2002. O álbum alcançou o número 1 na parada de álbuns turca e estimasse que tenha vendido mais de 200 mil unidades no país.
Na Austrália, Laundry Service tornou-se o primeiro álbum de Shakira a entrar no ARIA Albums Chart, depois de estrear no segundo. Mais tarde alcançou o número um por duas semanas e um total de 54 semanas nas paradas. Conseqüentemente, tornou-se o segundo álbum mais vendido do ano 2002 no país, atrás do álbum do rapper Eminem The Eminem Show. A Australian Recording Industry Association (ARIA) certificou o álbum com quíntuplo de platina, pelas vendas de mais de 350.000 unidades, tornando-o o álbum mais bem sucedido de Shakira no país. O álbum também se saiu bem na Nova Zelândia, atingindo o número quatro na parada de álbuns nacionais e aparecendo na parada por 47 semanas. Em 2003, Laundry Service tinha sido certificado de platina-triplo, pela Recording Industry Association of New Zealand (RIANZ) pelas vendas de 45 mil unidades.
No Canadá, o álbum alcançou o Billboard Canadian Albums Chart e é o único álbum de Shakira a alcançar o número um no país. Eventualmente, Laundry Service foi certificado de platina-quíntuplo pela Music Canada pelas vendas de 500 mil álbuns. Nos Estados Unidos, o álbum estreou e alcançou o número três na parada da Billboard 200, vendendo 200 mil cópias na primeira semana. Ficou na parada por um total de 61 semanas. O álbum também estreou e atingiu o pico no sexto lugar na lista da Billboard Top Internet Albums. Após cerca de seis meses desde a seu lançamento, Laundry Service foi certificado de tripla-platina pela RIAA, pelas vendas de mais de 3.000.000 unidades nos Estados Unidos. É o álbum mais vendido de Shakira no país, com vendas de 3.526.000 unidades até março de 2014. De acordo com o IFPI, Laundry Service foi o sétimo álbum mais vendido do mundo em 2002.

## Impacto e legado
"Eu planejo continuar a mesma artista, com a mesma linguagem musical, só que em uma língua falada diferente. Tudo ainda está vindo de meus sentimentos reais, de experiências da minha vida real".

Shakira, após seu bem-sucedido crossover ao mercado pop de língua inglesa.
O sucesso comercial do álbum fez com que Shakira passasse a ser considerada uma das mais bem-sucedidas artistas de crossover latinas de todos os tempos, com Steve Huey do AllMusic a chamando de "a maior cantora de crossover do pop latino desde Jennifer Lopez" e "uma sensação pop instantânea, graças a seu sentido poético peculiar e uma imagem sexy construída a partir de seus movimentos de dança do ventre". O desempenho de vendas do disco também recebeu considerável repercussão negativa, com muitos críticos adjetivando Shakira de "sellout". Esta reação foi mais tarde intensificada pelo fato de que a artista, que era naturalmente morena, deixou seu cabelo louro na época do lançamento do material, o que muitos viram como uma tática para "encaixar-se no mercado estadunidense". Em relação a essas críticas, a cantora respondeu: "Eu sei que meu povo latino acha isso difícil. E eu quero que [meu sucesso] seja uma notícia boa em meu país. Mas é comum que quando você vê alguém próximo de você crescer, você acha que a própria palavra 'crescer' é sinônimo de ir embora. Meu cabelo é uma coincidência. Eu o tingi há mais de dois anos e meio". Por outro lado, muitos viram o sucesso da artista em seu crossover como uma "forte declaração cultural", já que seu estilo musical era uma representação de sua etnia mista.

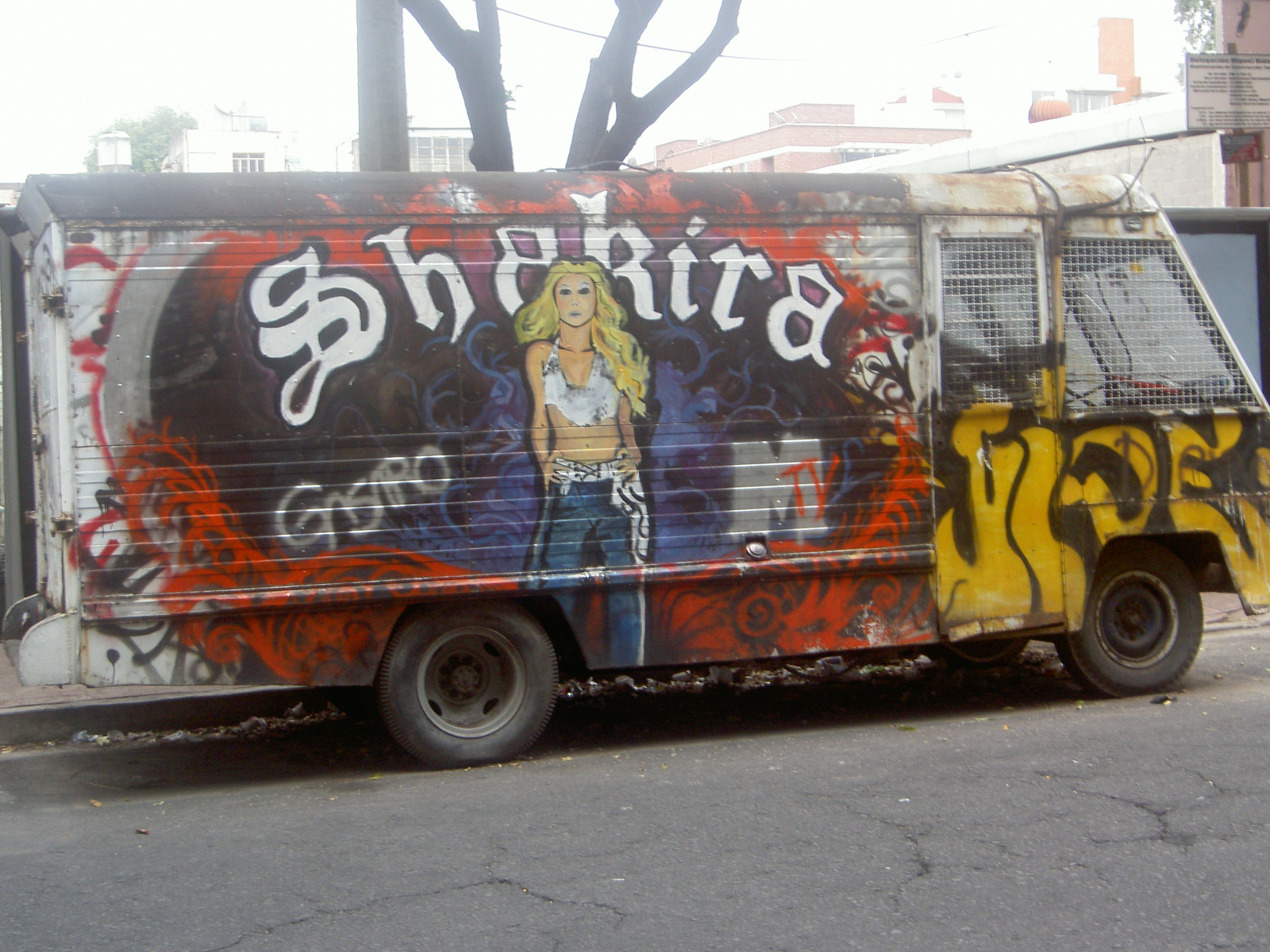
Uma pintura de Shakira em uma van em Portugal, similar a uma fotografia da cantora que foi feita durante a sessão de fotos para Laundry Service.

Em 2002 foi entrevistada por Gabriel García Márquez, novelista e jornalista colombiano vencedor do prêmio Nobel de Literatura, que ficou "surpreendido por sua capacidade de trabalho fantástica" e disse que "a música de Shakira tem um selo pessoal que não parece com o de nenhuma outra pessoa e ninguém consegue dançar ou cantar como ela, em qualquer idade, com tão inocente sensualidade, que parece ser uma invenção própria". Nos Estados Unidos e no Reino Unido, ela foi comparada à estadunidense Britney Spears já que eram parecidas na aparência e ostentavam "cachos louros branqueados e sorrisos de manteiga-que-não-derrete para as crianças à frente", de acordo com Ted Kessler do The Observer. No entanto, os jornalistas argumentaram que o estilo vocal de ambas é completamente diferente; Kessler chamou a colombiana de uma "diva da ópera" e escreveu que "assim que ela abre a boca, ela desliza na engrenagem e nos motores poderosamente, passada a ofegante colisão e moagem de Britney". Em 2009, Julia Llewellyn Smith do The Daily Telegraph comentou que "Shakira, em comparação com outros atos de crossover de inglês-espanhol como Jennifer Lopez e Enrique Iglesias, faz eles parecerem peixinhos". Em uma entrevista com a revista Latina em 2011, Gloria Estefan foi perguntada se achava que outro artista de crossover como Shakira poderia emergir durante sua vida, e ela respondeu: "Estou sempre esperançosa de que alguém, qualquer latino, irá ser bem-sucedido no que faz. E claro que na música, sem dúvida". O sucesso que a colombiana teve ao entrar no mercado da língua inglesa também inspirou outros artistas latinos a tentarem a incursão nessa indústria; muitos compararam a tentativa da mexicana Paulina Rubio em seu primeiro disco em inglês Border Girl com a de Shakira.
A habilidade da cantora em dança do ventre chamou atenção e ganhou cobertura durante esse período, especialmente devido ao vídeo musical de "Whenever, Wherever". A canção também tornou-se famosa por uma de suas linhas, na qual ela canta "Sorte que meus seios são pequenos e humildes, para que você não os confunda com montanhas", o que é frequentemente citado como um exemplo de conteúdo lírico incomum nas composições da mesma. De acordo com Steve Huey do AllMusic, muitos críticos ficaram "divididos quanto à efetividade das letras em inglês de Shakira, mas todos concordaram com seu imaginário poético único". Huey mais tarde comentou que a faixa e seu vídeo tornaram-a uma "estrela no mundo da língua inglesa quase do dia pra noite". "Whenever, Wherever", em conjunto com "Underneath Your Clothes", é considerada uma das "canções assinatura" da cantora.

## Lista de faixas
| N.º            | Título                         | Compositor(es)                            | Produtor(es)                                | Duração |  |
| 1.             | "Objection (Tango)"            | Shakira                                   | Shakira Lester Mendez [A]                   | 3:44    |  |
| 2.             | "Underneath Your Clothes"      | Shakira Mendez                            | Shakira Mendez [A]                          | 3:45    |  |
| 3.             | "Whenever, Wherever"           | Shakira Gloria Estefan Tim Mitchell       | Shakira Mitchell [A]                        | 3:16    |  |
| 4.             | "Rules"                        | Shakira Mendez                            | Shakira Mendez [A]                          | 3:40    |  |
| 5.             | "The One"                      | Shakira Glen Ballard                      | Shakira Mendez [A]                          | 3:43    |  |
| 6.             | "Ready for the Good Times"     | Shakira Mendez                            | Shakira Mendez [A]                          | 4:14    |  |
| 7.             | "Fool"                         | Shakira Brendan Buckley                   | Shakira Buckley [A] Mendez [A]              | 3:51    |  |
| 8.             | "Te Dejo Madrid"               | Shakira Mitchell George Noriega           | Shakira Mendez [A] Mitchell [A] Noriega [A] | 3:07    |  |
| 9.             | "Poem to a Horse"              | Shakira Luiz Fernando Ochoa               | Shakira Ochoa [A]                           | 4:09    |  |
| 10.            | "Que Me Quedes Tú"             | Shakira Ochoa                             | Shakira Ochoa [A]                           | 4:38    |  |
| 11.            | "Eyes Like Yours"              | Shakira Estefan Javier Garza Pablo Flores | Shakira Garza Flores                        | 3:58    |  |
| 12.            | "Suerte"                       | Shakira Mitchell                          | Shakira Mitchell [A]                        | 3:16    |  |
| 13.            | "Te Aviso, Te Anuncio (Tango)" | Shakira                                   | Shakira Mendez [A]                          | 3:43    |  |
| Duração total: | Duração total:                 | Duração total:                            | Duração total:                              | 49:14   |  |

| Edição Servicio de Lavandería |                                |                                           |                                  |         |  |
| N.º                           | Título                         | Compositor(es)                            | Produtor(es)                     | Duração |  |
| 1.                            | "Suerte"                       | Shakira Mitchell                          | Shakira Mitchell [A]             | 3:44    |  |
| 2.                            | "Underneath Your Clothes"      | Shakira Mendez                            | Shakira Mendez [A]               | 3:45    |  |
| 3.                            | "Te Aviso, Te Anuncio (Tango)" | Shakira                                   | Shakira Mendez [A]               | 3:16    |  |
| 4.                            | "Que Me Quedes Tú"             | Shakira Ochoa                             | Shakira Ochoa [A]                | 3:40    |  |
| 5.                            | "Rules"                        | Shakira Mendez                            | Shakira Mendez [A]               | 3:43    |  |
| 6.                            | "The One"                      | Shakira Ballard                           | Shakira Mendez [A]               | 4:14    |  |
| 7.                            | "Ready for the Good Times"     | Shakira Mendez                            | Shakira Mendez [A]               | 3:51    |  |
| 8.                            | "Fool"                         | Shakira Buckley                           | Shakira Buckley [A] Mendez [A]   | 3:07    |  |
| 9.                            | "Te Dejo Madrid"               | Shakira Mitchell Noriega                  | Shakira Mitchell [A] Noriega [A] | 4:09    |  |
| 10.                           | "Poem to a Horse"              | Shakira Ochoa                             | Shakira Ochoa [A]                | 4:38    |  |
| 11.                           | "Eyes Like Yours"              | Shakira Estefan Javier Garza Pablo Flores | Shakira Garza Flores             | 3:58    |  |
| 12.                           | "Whenever, Wherever"           | Shakira Mitchell                          | Shakira Mitchell [A]             | 3:16    |  |
| 13.                           | "Objection (Tango)"            | Shakira                                   | Shakira Mendez [A]               | 3:43    |  |
| Duração total:                | Duração total:                 | Duração total:                            | Duração total:                   | 49:14   |  |

| Faixa bônus japonesa |            |                      |                      |         |  |
| N.º                  | Título     | Compositor(es)       | Produtor(es)         | Duração |  |
| 14.                  | "Ojos Así" | Shakira Garza Flores | Shakira Garza Flores | 3:57    |  |

| Faixas bônus da edição Laundry Service: Washed & Dried |                                             |                          |                                  |         |  |
| N.º                                                    | Título                                      | Compositor(es)           | Produtor(es)                     | Duração |  |
| 13.                                                    | "Whenever, Wherever" (Sahara Mix)           | Shakira Estefan Mitchell | Tamer Zelton Arabic (Hani Kamai) | 3:58    |  |
| 14.                                                    | "Underneath Your Clothes" (versão acústica) | Shakira Mendez           | Mitchell                         | 3:57    |  |
| 15.                                                    | "Objection (Tango)" (versão Afro-Punk)      | Shakira                  | Mitchell                         | 3:54    |  |
| Duração total:                                         | Duração total:                              | Duração total:           | Duração total:                   | 61:03   |  |

| Faixa bônus da edição Laundry Service: Washed & Dried (Expanded Edition) |                                                                 |                          |                            |         |  |
| N.º                                                                      | Título                                                          | Compositor(es)           | Produtor(es)               | Duração |  |
| 16.                                                                      | "Whenever, Wherever" (Pepsi Super Bowl LIV Halftime Show Remix) | Shakira Estefan Mitchell | Alex Castillo "AC" Vásquez | 2:36    |  |
| Duração total:                                                           | Duração total:                                                  | Duração total:           | Duração total:             | 64:03   |  |

| DVD bônus da edição Laundry Service: Washed & Dried |                                                                  |         |  |
| N.º                                                 | Título                                                           | Duração |  |
| 1.                                                  | "Objection (Tango)" (ao vivo dos MTV Video Music Awards de 2002) | 4:02    |  |
| 2.                                                  | "MTV's Making of 'Objection (Tango)'"                            | 15:20   |  |
| 3.                                                  | "Objection (Tango)" (vídeo musical)                              | 4:32    |  |

Notas
A  - denota co-produtores
- Gloria Estefan traduziu a versão original de "Ojos Así" para a sua versão em inglês, intitulada "Eyes Like Yours".

## Créditos
Créditos adaptados do AllMusic.
| - Shakira → produção, composição, arranjo, vocais, gaita, design de logotipo - Emilio Estefan Jr. → produção executiva, percussão - Terry Manning → engenharia - Javier Garza → produção, engenharia, mixagem, arranjamento - Tim Mitchell → produção, arranjo, guitarra, mandolin, programação - Lester Mendez → produção, arranjamento, teclado - Pablo Flores → produção, arranjamento, programação - Luis Fernando Ochoa → arranjamento, guitarra, teclado - Jorge Calandrelli → arranjos e arranjamento de piano - David Campbell → motorista, arranjador de cordas - Alfred Figueroa → engenheiro - Kevin Dillon → coordenador de produção - Steven Menezes → coordenador de estúdio | - Adam Zimmon → guitarra - Tim Pierce → guitarra - Brian Ray → guitarra - Paul Bushnell → baixo - Julio Hernandez → baixo - Pablo Aslan → baixo - Brendan Buckley → bateria, percussão - Joseph Quevedo → bateria, percussão - Abraham Laboriel → bateria - Abe Laboriel, Jr. → bateria - Edwin Bonilla → percussão - Richard Bravo → percussão - Archie Pena → percussão - David Alsina → bandoneón |

## Desempenho nas tabelas musicais
| Tabela musical (2001–02)                                      | Melhor posição |
| ------------------------------------------------------------- | -------------- |
| Alemanha (Media Control Charts)                               | 2              |
| Argentina (CAPIF Albums Chart)                                | 3              |
| Austrália (ARIA Charts)                                       | 1              |
| Áustria (Ö3 Austria Top 40)                                   | 1              |
| Bélgica (Ultratop 50 de Flandres)                             | 1              |
| Bélgica (Ultratop 40 da Valônia)                              | 5              |
| Canadá (Canadian Albums Chart)                                | 1              |
| Dinamarca (Tracklisten)                                       | 3              |
| Espanha (Productores de Música de España)                     | 2              |
| Estados Unidos (Billboard 200)                                | 3              |
| Estados Unidos (Digital Albums)                               | 6              |
| Europa (European Top 100 Albums)                              | 1              |
| Finlândia (IFPI Finlândia)                                    | 1              |
| França (Syndicat National de l'Édition Phonographique)        | 5              |
| Grécia (IFPI Grécia)                                          | 1              |
| Hungria (Magyar Hanglemezkiadók Szövetsége)                   | 4              |
| Irlanda (Irish Recorded Music Association)                    | 2              |
| Itália (Federazione Industria Musicale Italiana)              | 2              |
| Noruega (VG-lista)                                            | 1              |
| Nova Zelândia (Recording Industry Association of New Zealand) | 4              |
| Países Baixos (MegaCharts)                                    | 1              |
| Portugal (Associação Fonográfica Portuguesa)                  | 1              |
| Reino Unido (UK Albums Chart)                                 | 2              |
| Suécia (Sverigetopplistan)                                    | 1              |
| Suíça (Schweizer Hitparade)                                   | 1              |

| Tabela musical (2001)                                  | Posição |
| ------------------------------------------------------ | ------- |
| Argentina (CAPIF Albums Chart)                         | 8       |
| Tabela musical (2002)                                  | Posição |
| Alemanha (Media Control Charts)                        | 2       |
| Austrália (ARIA Charts)                                | 2       |
| Áustria (Ö3 Austria Top 40)                            | 3       |
| Bélgica (Ultratop 50 de Flandres)                      | 7       |
| Bélgica (Ultratop 40 da Valônia)                       | 12      |
| Estados Unidos (Billboard 200)                         | 11      |
| Europa (European Top 100 Albums)                       | 1       |
| França (Syndicat National de l'Édition Phonographique) | 16      |
| Irlanda (Irish Recorded Music Association)             | 6       |
| Países Baixos (MegaCharts)                             | 2       |
| Reino Unido (UK Albums Chart)                          | 23      |
| Suíça (Schweizer Hitparade)                            | 1       |
| Tabela musical (2003)                                  | Posição |
| Austrália (ARIA Charts)                                | 50      |
| Áustria (Ö3 Austria Top 40)                            | 47      |
| Bélgica (Ultratop 50 de Flandres)                      | 60      |
| Bélgica (Ultratop 40 da Valônia)                       | 41      |
| França (Syndicat National de l'Édition Phonographique) | 30      |
| Hungria (Magyar Hanglemezkiadók Szövetsége)            | 73      |
| Países Baixos (MegaCharts)                             | 32      |
| Suíça (Schweizer Hitparade)                            | 59      |

| País                           | Posução |
| ------------------------------ | ------- |
| Austrália (ARIA Charts)        | 43      |
| Áustria (Ö3 Austria Top 40)    | 17      |
| Estados Unidos (Billboard 200) | 114     |
| Países Baixos (MegaCharts)     | 21      |

## Certificações
| Alemanha (BVMI)       | 5× Ouro    | 750,000    |
| Argentina (CAPIF)     | 2× Platina | 100,000    |
| América Central       | 2× Platina | 40,000     |
| Austrália (ARIA)      | 5× Platina | 500,000    |
| Áustria (IFPI)        | 2× Platina | 80,000     |
| Bélgica (BEA)         | Platina    | 50,000     |
| Brasil (ABPD)         | Platina    | 120,000    |
| Canadá (MC)           | 5× Platina | 500,000    |
| Chile (IFPI)          | 1× Platina | 40,000     |
| Colômbia (ASINCOL)    | 6× Platina | 140,000    |
| Coreia do Sul (MIAK)  | 1× Platina | 20,000     |
| Dinamarca (IFPI)      | Platina    | 40,000     |
| Egito (IFPI)          | 5× Platina | 50,000     |
| Equador (IFPI)        | 2× Platina | 30,000     |
| Espanha (PROMUSICAE)  | 5× Platina | 500,000    |
| Estados Unidos (RIAA) | 4× Platina | 4,000,000  |
| Países Baixos (IFPI)  | 5× Platina | 140,000    |
| Hong Kong (IFPI)      | 1× Ouro    | 25,000     |
| Indonesia (IFPI)      | 1× Platina | 30,000     |
| Japão (RIAJ)          | 1× Ouro    | 100,000    |
| Finlândia (IFPI)      | 3× Platina | 90,00      |
| França (SNEP)         | 2× Platina | 600,000    |
| Filipinas (IFPI)      | 1× Ouro    | 15,000     |
| Grécia (IFPI)         | Platina    | 30,000     |
| Hungria (Mahasz)      | Platina    | 30,000     |
| Índia (IMI)           | 8× Platina | 160,000    |
| Irlanda (IRMA)        | 2× Platina | 40,000     |
| Italia (FIMI)         | 3× Platina | 300,000    |
| Malásia (IFPI)        | 1× Ouro    | 25,000     |
| México (AMPROFON)     | 3× Platina | 494,000    |
| Noruega (IFPI)        | Platina    | 50,000     |
| Nova Zelândia (RIANZ) | 3× Platina | 45,000     |
| Polónia (ZPAV)        | Platina    | 70,000     |
| Peru (UNIMPRO)        | 1× Ouro    | 10,000     |
| Portugal (AFP)        | 4× Platina | 160,000    |
| Reino Unido (BPI)     | 3× Platina | 900,000    |
| Chéquia (IFPI)        | 1× Ouro    | 5,000      |
| Rusia (NFPP)          | 5× Platina | 100,000    |
| Singapura (RIAS)      | Ouro       | 20,000     |
| Suécia (IFPI)         | 2× Platina | 120,000    |
| Suíça (IFPI)          | 5× Platina | 200,000    |
| África do Sul (RISA)  | 1× Platina | 50,000     |
| Tailândia (IFPI)      | 2× Platina | 20,000     |
| Taiwan (IFPI)         | 1× Platina | 50,000     |
| Turquia (Mu-YAP)      | 2× Platina | 200,000    |
| Uruguai (CUD)         | 1× Ouro    | 6,000      |
| Venezuela (AVINPRO)   | 5× Platina | 149,733    |
| Total                 |            |            |
| Mundo                 |            | 20.000.000 |